# Arthur Russell (musicien)
Pour les articles homonymes, voir Arthur Russell et Russell.
Arthur Russell, né Charles Arthur Russell Jr. le 21 mai 1951 et mort le 4 avril 1992, est un compositeur, chanteur et violoncelliste américain.
Bien qu'il ait rencontré ses plus grand succès dans la musique de danse populaire, sa carrière fut également liée de très près à la scène rock new-yorkaise et à la musique savante ; il a ainsi collaboré avec des artistes comme Philip Glass, David Byrne ou Nicky Siano,. Relativement inconnu durant sa vie,,, une série de rééditions et de compilations de ses œuvres ont permis de le redécouvrir et lui ont apporté une certaine notoriété durant les années 2000,,.

## Biographie
Russell est né et a grandi à Oskaloosa dans l'Iowa, où il étudia le violoncelle et commença à écrire sa propre musique. À l'âge de 18 ans il déménagea à San Francisco, où il vécut dans une communauté bouddhiste et étudia la musique des Indiens d'Amérique du Nord au Ali Akbar College of Music,,. Il fit la connaissance d'Allen Ginsberg, avec qui il commença à travailler, accompagnant les chants et poésies de Allen au violoncelle.
En 1973, Russell partit vivre à New York où il commença à étudier à la Manhattan School of Music et travailla également avec le directeur musical de The Kitchen. Il fonda et joua de 1975 à 1979 dans un groupe nommé The Flying Hearts, qui fut enregistré par John Hammond et était constitué de Russell (claviers, chant), de l'ex-Modern Lovers Ernie Brooks (basse, chant), Larry Saltzman (guitare) et David Van Tieghem (batterie, chant). Il travailla avec le groupe en studio et, de façon occasionnelle, dans des concerts en collaboration avec David Byrne, Rhys Chatham, Jon Gibson, Peter Gordon, Jerry Harrison, Garret List, Andy Paley, Leni Pickett et Peter Zummo.
En 1979, Russell écrivit et produisit Kiss Me Again sous le nom de Dinosaur, le premier single disco sorti chez Sire Records, première d'une longue série de chansons dance novatrices de Russell. Elle fut suivie de Is It All Over My Face, publiée en 1980 sous le nom de Loose Joints. En 1981, il fonda, accompagné de l'entrepreneur William Socolov, le label Sleeping Bag Records  sur lequel il publia diverses œuvres précurseurs de la house music.
En 1983, il sortit l'album Tower of Meaning. Cet enregistrement aux sonorités méditatives, conduit par Julius Eastman, n'est en fait qu'un fragment d'une composition beaucoup plus longue, qui inclut également des chants.
Durant cette même période, Russell continua de réaliser des singles de dance music tels que Tell You Today en 1983, Wax the Van (1985), Treehouse/Schoolbell (1986) ou encore Let's Go Swimming (1986).
Au milieu des années 1980, Russell donna de nombreux concerts, s'accompagnant lui-même au violoncelle avec une myriade d'effets sonores, ou encore travaillant avec une formation réduite composée de  Mustafa Ahmed, Steven Hall, Elodie Lauten et Peter Zummo.
1986 vit la publication de World of Echo (Upside/Rough Trade), qui incorpore nombre de ses idées sur la musique pop, la dance et la musique classique. L'album reçut un accueil très favorable au Royaume-Uni et figura dans le classement des vingt meilleures sorties de l'année de Melody Maker.
Russell collabora également avec un grand nombre de chorégraphes, notamment John Bernd, Diane Madden, Alison Salzinger et Stephanie Woodard.
Russell est mort du SIDA le 4 avril 1992 à l'âge de 40 ans. Le 28 avril, Kyle Gann lui rendit hommage dans les colonnes de The Village Voice et écrivit : « Ses prestations avaient été très rares ces derniers temps à cause de la maladie, ses chansons étaient si personnelles qu'il semble qu'il s'est simplement évanoui dans sa musique. »
Russell était prolifique, mais il était également connu pour laisser des chansons inachevées et réviser constamment ses œuvres,,,,. Ernie Brooks affirma que Russell "n'était jamais parvenu à une version définitive de quoi que ce soit", tandis que Peter Gordon déclara à son sujet : "sa quête n'était pas de parvenir réellement à un produit fini, mais plutôt de faire en sorte d'explorer ses différents modes d'expression musicale". Il laissa à sa mort plus de 1 000 bandes d'enregistrement, dont 40 étaient différents remixes d'une même chanson.

## Sorties posthumes
En 2007, This Is How We Walk On The Moon, une chanson qui apparaît sur l'album Another Thought de 1994, fut utilisée par une chaîne télévisée britannique appartenant à T-Mobile. La même année, l'artiste Johanna Billing diffusa au festival Documenta de Cassel et dans une galerie d'Édimbourg une vidéo avec le même nom qui incluait une reprise de la chanson. Un EP intitulé Four Songs by Arthur Russell fut également publié en son hommage en 2007. Tim Lawrence, auteur et professeur à l'Université de Londres-Est publie en 2009 une biographie d'Arthur Russel intitulé Hold On to Your Dream.
Le cinéaste Matt Wolf a réalisé un documentaire sur Russell intitulé Wild Combination: A Portrait of Arthur Russell, diffusé en avant-première au Festival international du film de Berlin le 13 février 2008. Russell a été cité comme une importante influence par des artistes contemporains tels que The DFA et Hercules and Love Affair,.
En juin 2023, le label Audika annonce la sortie prochaine de Picture of Bunny Rabbit, un nouvel album compilant des enregistrements fait durant la même période que World of Echo.

## Discographie

### Singles
- Dinosaur: Kiss Me Again (Sire Records, 1979).
- Loose Joints: Is It All Over My Face / Pop Your Funk (West End Records, 1980).
- Loose Joints: Is It All Over My Face (Female version) (West End Records, 1980).
- Go Bang (1982), de 24-24 Music. Sleeping Bag Records. Chant par Lola Love.
- Tell You Today (1983). 4th and Broadway. Chant par Joyce Bowden.
- Wax the Van (1985). Jump Street Records.  Chant par Lola Love. Produit par Bob et Lola Blank.
- Treehouse/Schoolbell (1986). Sleeping Bag (US) / 4th et Broadway (UK)
- Let's Go Swimming (1986). Logarythm (US) / Rough Trade (UK).
- Springfield (2006).  Audika Records.  Inclut un remix par The DFA.

### Albums
- 24-24 Music (1982). Sleeping Bag Records. Avec Will Socolov.
- Tower of Meaning (1983). Chatham Square.
- Instrumentals (1984). Crepsecule. Enregistré avec The Flying Lizards et Glenn Lamaro, Bill Ruyle, et Jon Sholle.
- World of Echo (1986).  Enregistré par  Phill Niblock. Réédition de 2004 par Audika Records (US)  / Rough Trade (UK).
- Another Thought (1994). Point Music 438 891-2. Compilé avec l'aide de Mikel Rouse.
- Calling Out of Context  (2004). Audika Records.  Compilé par Steve Knutson.
- The World of Arthur Russell  (Soul Jazz Records, 2004).
- First Thought Best Thought (Audika Records, 2006).  [Inclut Instrumentals Volume 1 & 2, Reach One, Tower of Meaning, and Sketch for the Face of Helen].
- Springfield EP (Audika Records, 2006).
- Another Thought (Orange Mountain Music, Réédition de 2006).
- Iowa Dream (Audika Records, 2019) (Album composé de 19 démos)
- Picture of Bunny Rabbit (Audika Records, 2023) (Titres inédits composés en 1985/1986)